# Arabische Befreiungsarmee

Offizielles Emblem der Befreiungsarmee, das den jüdischen Davidstern vom arabischen Krummdolch Chandschar erstechen lässt

Die Arabische Befreiungsarmee (arabisch جيش الإنقاذ Dschaisch al-Inqadh, DMG Ǧayš al-Inqāḏ ‚Armee der Errettung‘) war eine von der Arabischen Liga aufgestellte paramilitärische Organisation im Palästinakrieg unter dem Befehl Fausi al-Kawukdschis, eines vormaligen Agenten der Wehrmacht in Palästina.
Die arabische Befreiungsarmee wurde im November 1947 in Qatana bei Damaskus aufgestellt. Ab Dezember 1947 sickerten Einheiten in das Mandatsgebiet Palästina ein. Der von der arabischen Liga ausgegebene Auftrag für die Einheiten war der Schutz arabischer Bevölkerungszentren während des Endes der Mandatszeit bis zur Intervention regulärer Truppen nach dem britischen Abzug. Die Arabische Liga sah die Formation als Gegenstück zur Armee des heiligen Krieges, welche unter dem Einfluss von Mohammed Amin al-Husseini stand.
Die Armee sollte eigentlich aus acht Bataillonen bestehen, von denen jedoch nur vier annähernd ihre Sollstärke erreichten. Die anderen blieben trotz ihres Namens auf Kompaniestärke. Im Sommer 1948 erreichte der Verband mit rund 4.000 Soldaten seine höchste personelle Stärke. Die Mehrheit davon stammte aus Syrien. Des Weiteren dienten auch palästinensische Araber, Iraker und Ägypter in der Armee, sowie eine Anzahl nicht-arabischer Muslime. Sie wurde Ende Oktober 1948 von den Israelis zerschlagen und aus Palästina vertrieben.